# Józef Auksztulewicz
Józef Auksztulewicz (ur. 19 marca 1930 w Wilnie, zm. 2 grudnia 2010 w Bydgoszczy) – polski lekkoatleta, który specjalizował się w pchnięciu kulą.

## Kariera
W latach 1955–1957 wystartował w pięciu meczach międzypaństwowych, odnosząc jedno indywidualne zwycięstwo – w 1956 w Poznaniu podczas wygranego przez Polskę (107:104) spotkania z reprezentacją Węgier. Dwanaście razy w karierze wystąpił w finale mistrzostw Polski seniorów (2 razy w rzucie dyskiem) zdobywając siedem medali (jeden złoty i po trzy srebrne oraz brązowe). W 1956 roku został halowym mistrzem kraju. W 1962 ukończył Studium Nauczycielskie w Poznaniu. Po zakończeniu kariery był trenerem sekcji lekkoatletycznej bydgoskiego Zawiszy i w latach 1968–1979 jej kierownikiem.
Rekordy życiowe: pchnięcie kulą – 17,09 (19 czerwca 1958, Bratysława); rzut dyskiem – 48,12 (10 maja 1959, Pabianice).